# Franz Barckhausen

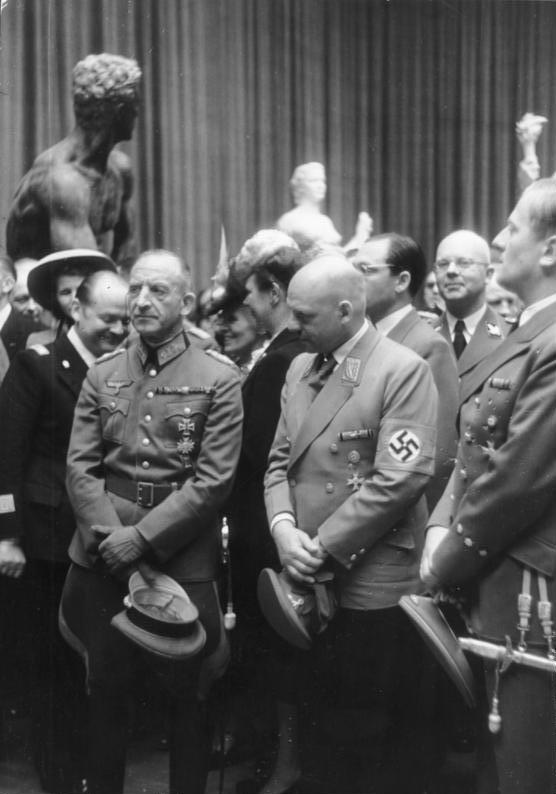
Eröffnung einer Arno-Breker-Ausstellung, General Franz Barckhausen und Gauleiter Fritz Sauckel, Paris, 15. Mai 1942.

Franz Barckhausen (* 21. Dezember 1882 in Wittingen; † 3. Mai 1956 in Berlin) war ein deutscher General der Artillerie im Zweiten Weltkrieg.

## Leben

### Erster Weltkrieg
Barckhausen trat Mitte 1901 als Fahnenjunker in das Feldartillerie-Regiment „von Clausewitz“ (1. Oberschlesisches) Nr. 21 der Preußischen Armee ein und besuchte 1902 die Kriegsschule in Danzig. Mitte Januar 1903 erfolgte seine Ernennung zum Leutnant. Anfang 1911 wurde er zum Adjutanten der I. Abteilung ernannt und in dieser Eigenschaft im Jahr darauf zum Oberleutnant befördert. 1913 stieg Barckhausen zum Regimentsadjutanten auf und nahm in dieser Funktion am Ersten Weltkrieg teil.
Anfang 1915 wurde er als Hauptmann Chef einer Batterie und erhielt Mitte des Jahres das Kommando über die II. Abteilung des Regiments. Von Juli 1915 an war er für ein Jahr erneut Chef einer Batterie, dann kurzfristig Adjutant der 12. Feldartillerie-Brigade und wechselte einen Monat später als Ordonnanzoffizier in den Stab der 12. Infanterie-Division.
Anfang 1917 wurde Barckhausen Kommandeur der I. Abteilung im Feldartillerie-Regiment „von Clausewitz“ (1. Oberschlesisches) Nr. 21 und besuchte ab April 1917 zeitgleich die Feldkriegsschule in Unduli. Es folgten Stabsverwendungen bei der 16. Infanterie-Division und der 32. Infanterie-Brigade, bis er Mitte 1918 als Abteilungskommandeur zu seinem Regiment zurückkehrte. Neben beiden Klassen des Eisernen Kreuzes erhielt Barckhausen das Ritterkreuz des Königlichen Hausordens von Hohenzollern mit Schwertern.

### Zwischen den Weltkriegen
Nach dem Krieg wurde Barckhausen in die Vorläufige Reichswehr übernommen und stand 1920 im Reichswehr-Artillerie-Regiment 8, nach der Bildung der Reichswehr dann im 3. (Preußisches) Artillerie-Regiment. Hier fungierte er als Batteriechef und kam im Februar 1926 mit der Beförderung zum Major in das Reichswehrministerium nach Berlin. Bis Herbst 1929 war er im Heereswaffenamt tätig, wurde dann mit dem Kommando der 1. Preußischen Fahr-Abteilung in Königsberg betraut und in dieser Position 1930 zum Oberstleutnant befördert. Mitte 1931 von seinem Kommando entbunden, folgte seine erneute Versetzung nach Berlin in das Reichswehrministerium. Es erfolgt seine Ernennung zum Chef der Heeres-Nachschubabteilung. Anfang 1933 erfolgt seine Ernennung zum Oberst und Anfang 1934 wird er erst Feldzeuginspekteur, 1935 Heeres-Feldzeugmeister. Zum Generalmajor wurde er im April 1936 befördert. 1938 stand er zur Verfügung des OKH. Nach seiner Beförderung bis zum Generalleutnant 1938 wurde Barckhausen 1939 zum Bevollmächtigten des OKW beim Skoda-Konzern in Prag und Pilsen. Als solcher schränkte er die Exporte aus der Tschechoslowakei nach Russland merklich und zur Verärgerung der Russen ein.

### Zweiter Weltkrieg
Kurz vor dem Beginn des Zweiten Weltkriegs wurde er im Mai 1939 zum Leiter der Deutschen Militärmission in der Slowakei ernannt und kurz vor Jahresende in die Führerreserve versetzt. Es erfolgte im November 1939 seine Ernennung zum Rüstungsinspekteur „Ober-Ost“ in Krakau und im Juni 1940 zum Rüstungsinspekteur Nordfrankreich. Zum Juli 1940 erfolgte die Berufung zum Chef des Wehrwirtschafts- und Rüstungsstabs Frankreich und ab Juli 1942 wurde er gleichzeitig Chef der Hauptverkehrsleitung für Frankreich und Belgien in Paris. Als Rüstungsinspekteur wurde er von Albert Speer als „gut, vielleicht sogar sehr gut“ eingeschätzt.
Mitte 1943 erfolgte seine Beförderung zum General der Artillerie. Er wurde von Anfang April 1943 bis Ende Juli 1943 erneut in die Führerreserve versetzt und für Sonderaufgaben nach Paris kommandiert. Ende August 1943 erfolgte seine Entlassung aus dem aktiven Dienst. Mit seinem Ausscheiden erfolgte die Verleihung des Deutschen Kreuzes in Silber.
Franz Barckhausen war mit Eva von König (* 1890) verheiratet.

## Schriften (Auswahl)
- Die deutsche Wehr- und Rüstungswirtschaft in Frankreich vom 3.7.1940 bis 31.3.1943. NARA T 77/1221.
- mit Michel und Boelck: Richtlinien für Rohstofferfassung. Einsatz und -Abtransport im Gebiet des Chefs der Militärverwaltung in Frankreich. 1940.